# Мельня
Ме́льня (вимоваⓘ) — село в Україні, у Попівській сільській громаді Конотопського району Сумської області. Населення становить 468 осіб. До 2020 орган місцевого самоврядування — Мельнянська сільська рада. Розташоване на річці Сейм, за 31 км від Конотопа .

## Географія
Село Мельня знаходиться на правому березі річки Сейм, вище за течією на відстані 5 км розташоване село Озаричі, нижче за течією на відстані 3 км розташоване село Горохове (Чернігівська область), на протилежному березі — село Таранське. Річка в цьому місці звивиста, утворює лимани, стариці і заболочені озера. За 4 км проходить залізниця, станція Мельня.

## Назва
Назва села походить від річки Мелень, на берегах якої в давні часи знаходилися водяні млини, що густо вкривали й річку Сейм.

## Історія

### Витоки
Село Мельня належить до найстаріших сіл Конотопщини. Раніше вважали, що перша згадка про нього датується 1500 роком, коли війська кримського хана Менглі-Гірея спустошували Волинь, Київщину та прилеглі території. За новими даними, Мельня як центр Мельнянської волості Путивльського повіту відома ще з 1360 року, в той час цією територією правили литовці (1360-1500).
За москалів з 1500-х рр., село Мелин Підпутивльського стану Новгород-Сіверського уїзду щорічно сплачувало Москві данину медом 30 пудів. Меленська волость не раз була спустошена в смутні часи Московщини. Мабуть, була спустошена й Мельня, що за поляків значиться як "деревня", мешканці якої ходили до Спаської церкви в село Спаське.
У першій половині XVII Мельня часто потерпала від навали польської шляхти.

### Доба козаччини
У середині XVII століття Мельня увійшла до складу Батуринської сотні.
За матеріалами Слідства про маєтності Ніжинського полку (1729-1730), у часи Івана Брюховецького, Дем'яна Ігнатовича, Івана Самойловича, Івана Мазепи та Івана Скоропадського посполиті і угіддя навколо Мельні належали Спаському Новгород-Сіверському чоловічому монастирю.
За даними Генерального опису у кінці 1760-х років у селі Мельня була дерев'яна церква в ім'я Архистратига Михайла; 40 козацьких дворів. Сім дворів селян належало Спаському Новгород-Сіверському чоловічому монастирю. Дрібними власниками були місцеві священники Ігнатій та Артемій Книші, а також Андрій Гудович, батуринський сотник Дмитро Стожок, бунчуковий товариш Петро Кочубей, та представники родини Костенецьких. 
У описі Новгород-Сіверського намісництва 1779-1781 рр. значиться, що село Мельня   знаходилося  на правому березі річки Сейм, на міжсільській дорозі, за 4 версти від села Ксензівки, за 12 верст від села Алтинівки та за 13 верст на схід від сотенного містечка Батурина. У Мельні була одна дерев’яна церква, 1 священик, 2 причетника. Прибутки мельнівці отримували з риболовлі сітками та в’ятерами (вершами) у Сеймі.

### XIX та XX століття
У 1894 році з початком будівництва залізниці мельняни за мізерну платню працювали на підсобних роботах на вузькоколійці. У 1904 році її замінили ширококолійкою, у 1905 році відкрили залізничну станцію Мельня, хоча могли б назвати Чорноплатове — за назвою найближчого села. Але оскільки Мельня була великим селом (1917 році жило 1710 осіб) зупинилися на ній. Була з 1884 року і школа — Мельнянське сільське початкове народне училище. Кожної десятої п'ятниці після Великодня проходив ярмарок.
Перший колгосп у Мельні організував О. С. Коротич. У 1930 році в селі було вже З колгоспи.
У 1934 році в Мельні відкрилася середня школа, у якій навчалося 500 дітей. У цих роках була зруйнована церква і на її місці розпочато будівництво клубу. У роки Другої світової війни село у вересні 1941 року було окуповане німецькою адміністрацією. З великими втратами — 250 чоловік — 6 вересня 1943 року Мельня була звільнена і реокупована радянським режимом.
Село постраждало внаслідок геноциду українського народу, проведеного окупаційним урядом СССР 1923—1933 та 1946–1947 роках.

## Сьогодення
У 2001 році на базі колгоспу «Родина» створено сільськогосподарське товариство «Мельня», яке з часом було реструктуризоване в ПСП «Мельнянське». З 2006 року в село ходить маршутка.

## Відомі люди
У Мельні народився, провів дитячі та юнацькі роки видатний хормейстер, композитор, педагог, заслужений артист УРСР Давидовський Григорій Митрофанович (1866—1952)
Дердик Олександр Семенович Народився 2 червня 1921 р. в с. Мельня нині Конотопського району Сумської області. / загинув 7 (6?) липня 1943 р. під Курськом, здійснив таран та сам загинув.